# Teleindicatore a palette

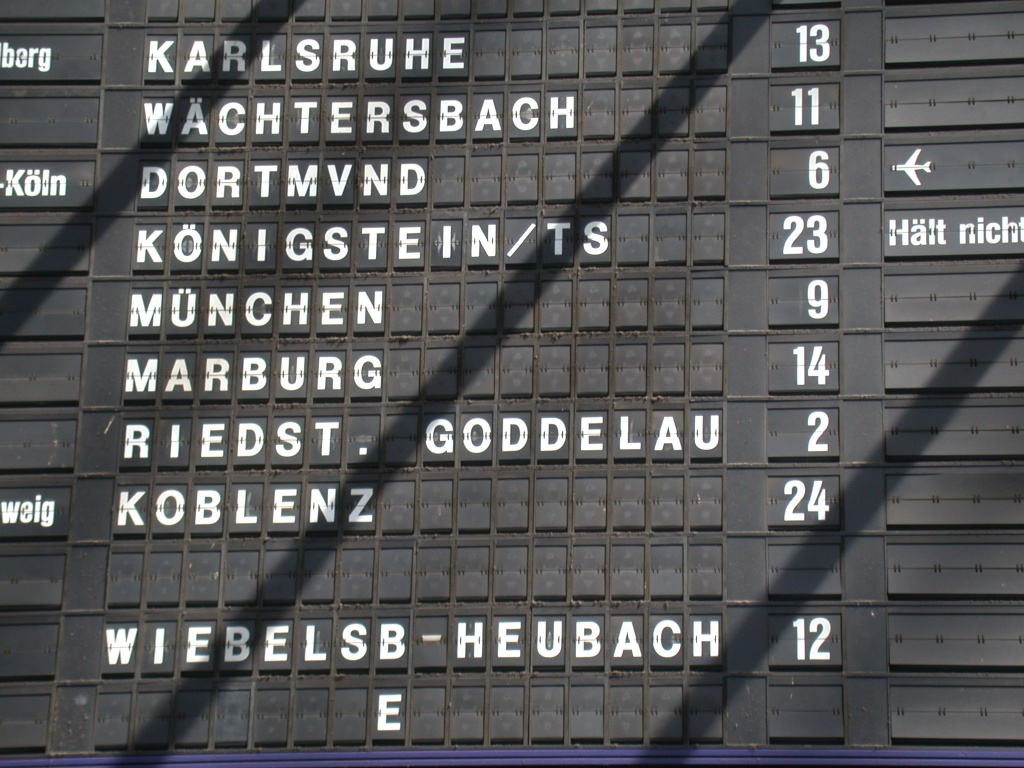
Particolare di un tabellone a palette

Un teleindicatore a palette è un dispositivo elettro-meccanico per l'informazione al pubblico a visualizzazione di caratteri alfanumerici, e un dato set di grafica pre-impostata.
I teleindicatori a palette hanno avuto grande diffusione presso stazioni ferroviarie e marittime, aeroporti, veicoli di trasporto pubblico e, più in generale, presso aree pubbliche e private nelle quali si rese necessario veicolare un'informazione dinamica.

## Storia

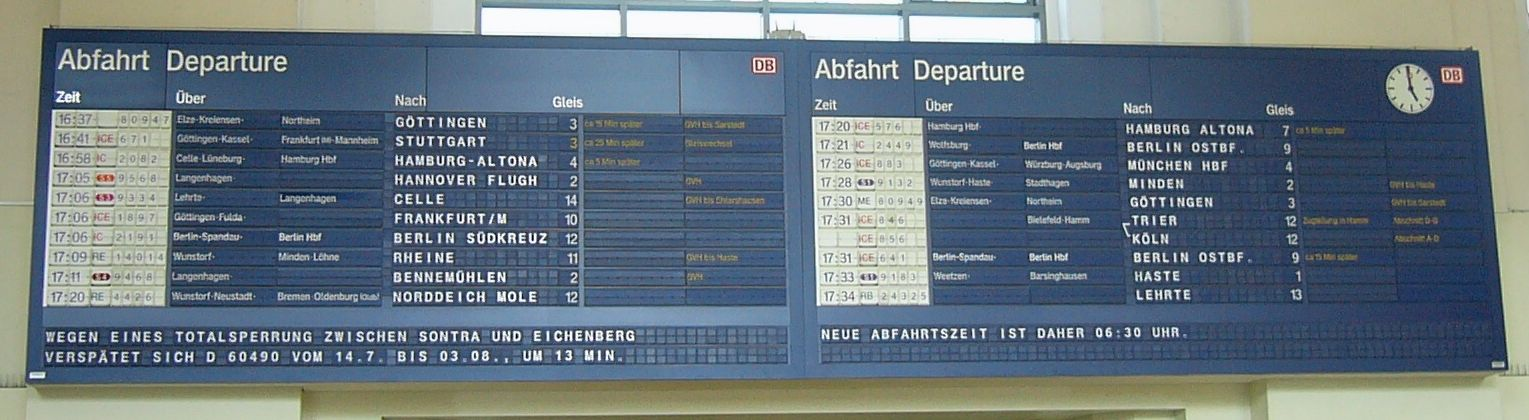
Display a palette del tabellone delle partenze nella stazione ferroviaria di Hannover, Germania

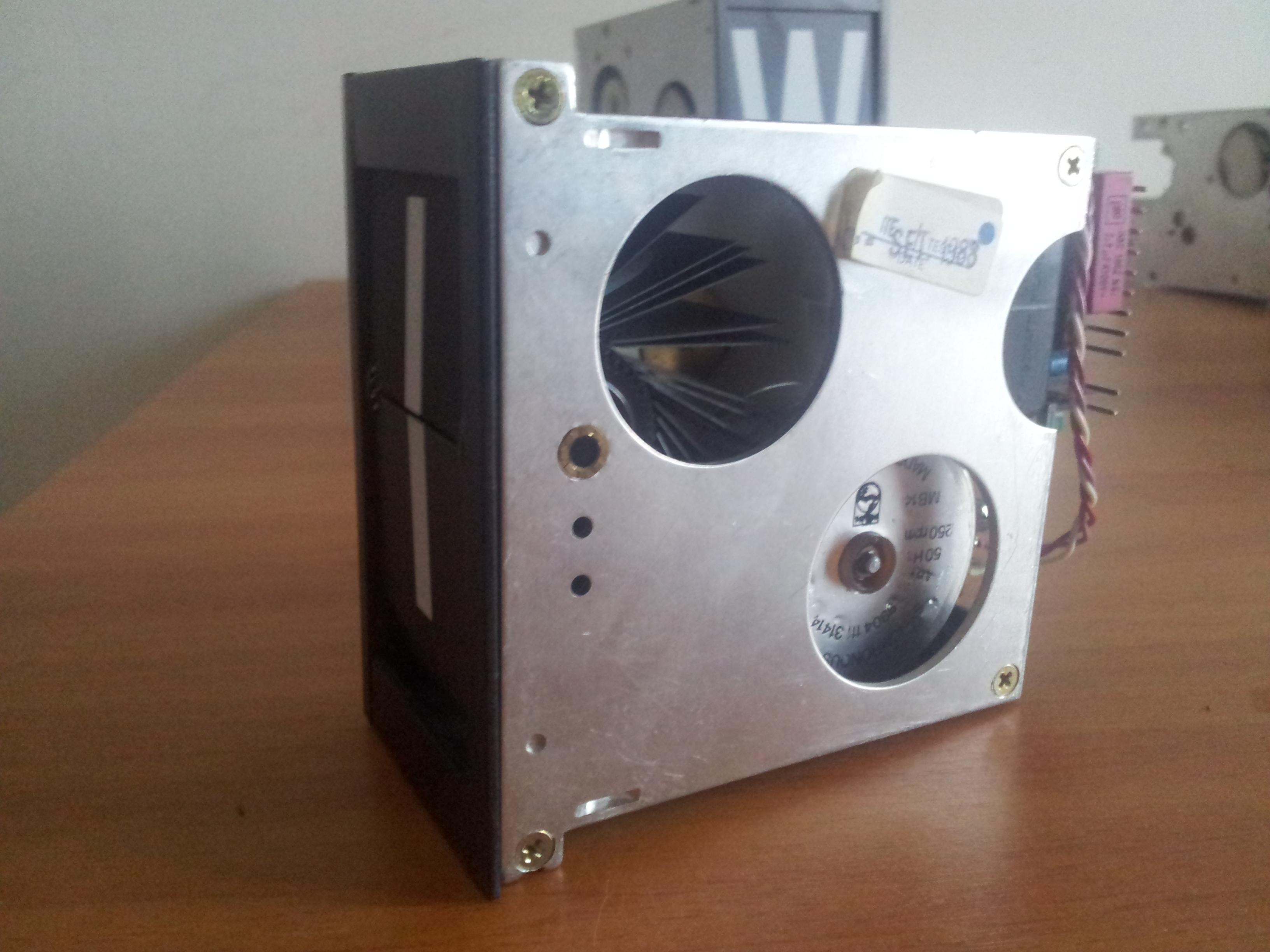
Gruppo di informazione per teleindicatore a palette da 60 mm

### Gli anni '50
I primi teleindicatori di binario a palette, fanno capolino a metà degli anni '50 in alcune Stazioni delle Ferrovie dello Stato tra cui Genova Piazza Principe, su invenzione e brevetto della ditta Solari di Udine e differivano ancora molto da quelli che si conoscono tutt'oggi. Questo modello antesignano di teleindicatore era composto da delle palette serigrafate su entrambi i lati montate su un rullo e debitamente azionate dal centro di comando. I caratteri erano neri su sfondo bianco e la rotazione del modulo avveniva per tutte le tipologie salvo quelle molto lunghe, ancora con asse di rotazione verticale, analogamente agli orologi "Cifra" dello stesso produttore che trovarono ampio seguito sempre nello stesso periodo.
A differenza della loro evoluzione, i primi teleindicatori a palette potevano fornire soltanto poche indicazioni in quanto all'epoca la destinazione era scritta interamente su un unico modulo e non prodotta tramite il sistema alfanumerico attuale dove la stessa viene composta con tanti sottomoduli quante sono le lettere che la compongono. Il comando centralizzato avviene tramite un banco molto grande, tutto composto da dei commutatori a leva e pulsanti per consentire all'operatore l'istradamento dell'informazione sul Teleindicatore desiderato. 
L'associazione commutatore-paletta viene riportata in un manuale ove erano indicate le corrispondenze in modo da consentire la corretta visualizzazione al pubblico delle informazioni trasmesse (es. Genova=1, Livorno=2, Roma=3 etc etc. dove 1, 2 e 3 sono le posizioni assunte dal commutatore "Destinazione" sul cruscotto dell'operatore) che, non esistendo all'epoca un analogo del moderno PC, venivano riportate anche su un tabellone di controllo presente sul banco stesso dell'addetto.

### Gli anni '60
A fronte della morte di uno dei due fratelli fondatori della ditta, Remigio Solari, la stessa chiamò a collaborare un Architetto, Gino Valle, che modificò significativamente l'aspetto del Teleindicatore, portandolo sempre più verso lo standard attuale che tutti conoscono. Il colore dei caratteri viene invertito e diventa bianco su fondo nero, così come il font che viene standardizzato in Helvetica e la rotazione che diventa per tutte le tipologie di moduli, di tipo orizzontale. Infine l'informazione passa dall'essere contenuta in un'unica paletta, ad essere formata da un numero prefissato di palette per modulo (40) e da tanti moduli quanto è il numero massimo di lettere dell'informazione che si vuole mostrare. Questo ingrandisce a dismisura le capacità del sistema, portandolo a poter mostrare virtualmente qualsiasi tipo di informazione senza doverla necessariamente caricare prima e riducendo quindi, gli interventi manutentivi, specialmente in stazioni e aeroporti dove il numero di collegamenti rendeva sempre meno possibile la continua aggiunta/rimozione di palette qualora venisse istituito un collegamento non contenuto nel set di palette installate.
Immutato invece rimane il comando centralizzato non essendo, all'epoca, ancora disponibile l'informatica.

### Gli anni '80
Negli anni 80 il teleindicatore a palette riceve un'ulteriore modifica, questa volta però di solo stampo tecnologico. Vengono abbandonate definitivamente (pur sopravvivendo in impianti non rinnovati) le logiche a commutatore e pulsante per la trasmissione delle informazioni e vengono utilizzate le nuove potenzialità che l'elettronica ha da offrire. Ecco quindi che viene creata una apparecchiatura di comando che memorizza tutti gli stati dei vari teleindicatori, scompare il vecchio cruscotto di comando in favore di un rack informatico dotato di integrati appositamente progettati e viene inserito un nuovo protocollo per la comunicazione interna sia tra rack e apparecchiatura di comando, che tra apparecchiatura di comando e teleindicatore che poi provvede mediante una scheda elettronica a gestire i singoli moduli alfanumerici o grafici per mostrare l'informazione desiderata.
A fronte di questa semplificazione fioriscono nelle stazioni ferroviarie anche minori le installazioni di sistemi di teleindicatori di binario, spesso anche solo parziali.
Infine, scade il brevetto depositato negli anni 50 e altre aziende (Mischiatti) si interessano alla tecnologia a palette, sviluppando sistemi propri che, seppur identici all'osservatore, differiscono completamente nell'architettura, rendendo di fatto impossibile la sostituzione di un guasto con un modulo qualsiasi.

### Gli anni '90
La tecnologia ormai cinquantennale comincia a sentire il peso degli anni e, sempre più incalzata dall'elettronica, vede negli ultimi anni 90 il suo canto del cigno con le ultime installazioni nelle stazioni ferroviarie che prevedono ancora teleindicatori a palette per i binari (dato l'esiguo numero di moduli in gioco) ma più moderni Tabelloni VFD per quelli riepilogo Arrivi/Partenze. Per quanto riguarda le Ferrovie dello Stato, infatti, l'ultima installazione proprio di quest'ultimo tipo, sarà effettuata nella stazione di Santhià e a tutt'oggi, seppur ancora per poco, in vigore.
La tecnologia di trasmissione dei dati evolve ulteriormente e vede un computer vero e proprio sostituire il rack di comando e il protocollo di trasmissione delle informazioni passare da telefonico a seriale via interfaccia seriale ethernet.

### Gli anni 2000
Con il potere incontrastato dell'elettronica, anche i teleindicatori a palette iniziano a lasciare il passo ai più performanti display a matrice di LED o ancor più configurabili display TFT, più versatili e che richiedono meno manutenzione rispetto alla tecnologia elettro-meccanica precedente. Sono molte le stazioni ferroviarie e aeroporti che nel giro di pochi anni hanno visto la demolizione del vecchio sistema in favore del nuovo, spesso installato dalla stessa Solari ma anche da nuove aziende come Aesys, che ha diffuso il display a LED a bordo autobus e non solo. Il display a matrice di LED è stato poi standardizzato per quanto riguarda le Ferrovie dello Stato, in modo da evitare gli inconvenienti occorsi con i vecchi sistemi incompatibili.
Curiosamente, nelle biglietterie delle stazioni di Torino Porta Susa e di Milano Centrale, ma anche in alcuni ospedali (es. Bergamo) sono stati installati dei sistemi di gestione delle file di attesa che riproducono sui monitor TFT dove appaiono i numeri serviti al momento il rumore del vecchio sistema a palette. In pratica, quando viene chiamato il cliente successivo, i monitor scorrono i numeri simulando lo scorrimento delle palette, analogamente ai colleghi non digitali.

## Il sistema
Il cuore fondamentale del sistema è costituito dal cosiddetto "Gruppo di Informazione" che consiste in un un'incastellatura di alluminio dotata di aggancio con all'interno un rullo a 40 o 60 fori (40 per l'alfabeto standard, 60 per le applicazioni internazionali o gli aeroporti) sul quale sono montate delle palette in materiale plastico con un singolo carattere serigrafato. Il lato posteriore e quello anteriore hanno dei caratteri stampati, che vengono mostrati in combinazione. Attraverso un sistema di ritenuta, vengono mostrati entrambi i lati delle palette. Il rullo viene fatto ruotare (ora orizzontalmente, nelle prime versioni verticalmente) a seconda dei modelli, da un motore in corrente alternata a 48V e comandato tramite opportune circuitazioni elettroniche a 12V in corrente continua o da un motore passo-passo e la paletta superiore rimane trattenuta in alto, mostrando il carattere corrispondente ottenuto dalla composizione della paletta superiore e di quella inferiore.

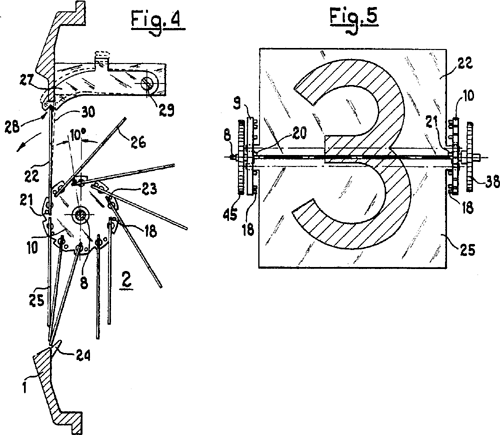
Schema di un display

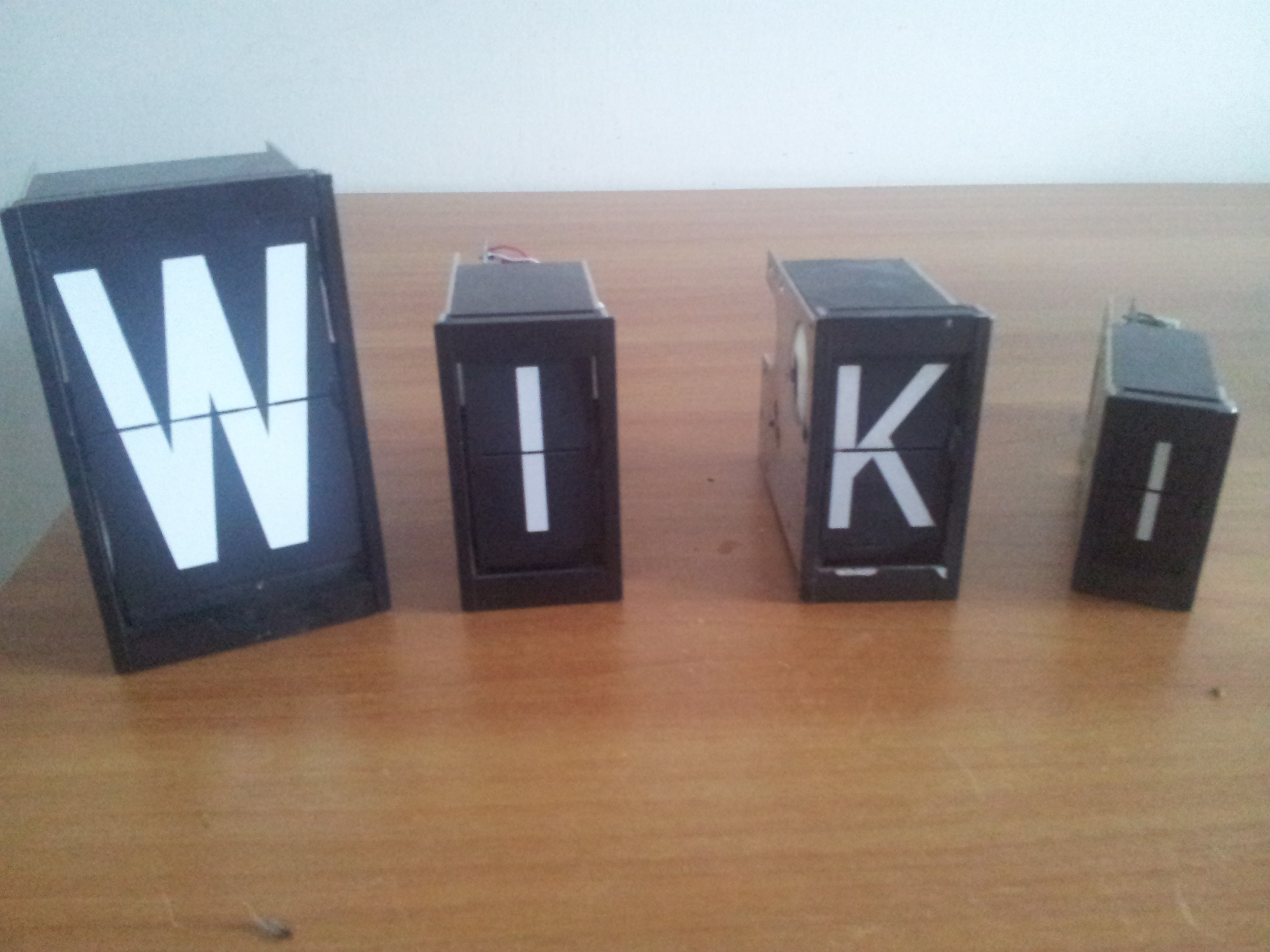
Gruppi di informazione per teleindicatore a palette da 100 mm (sinistra), 60 mm (centro) e 35 mm (destra)

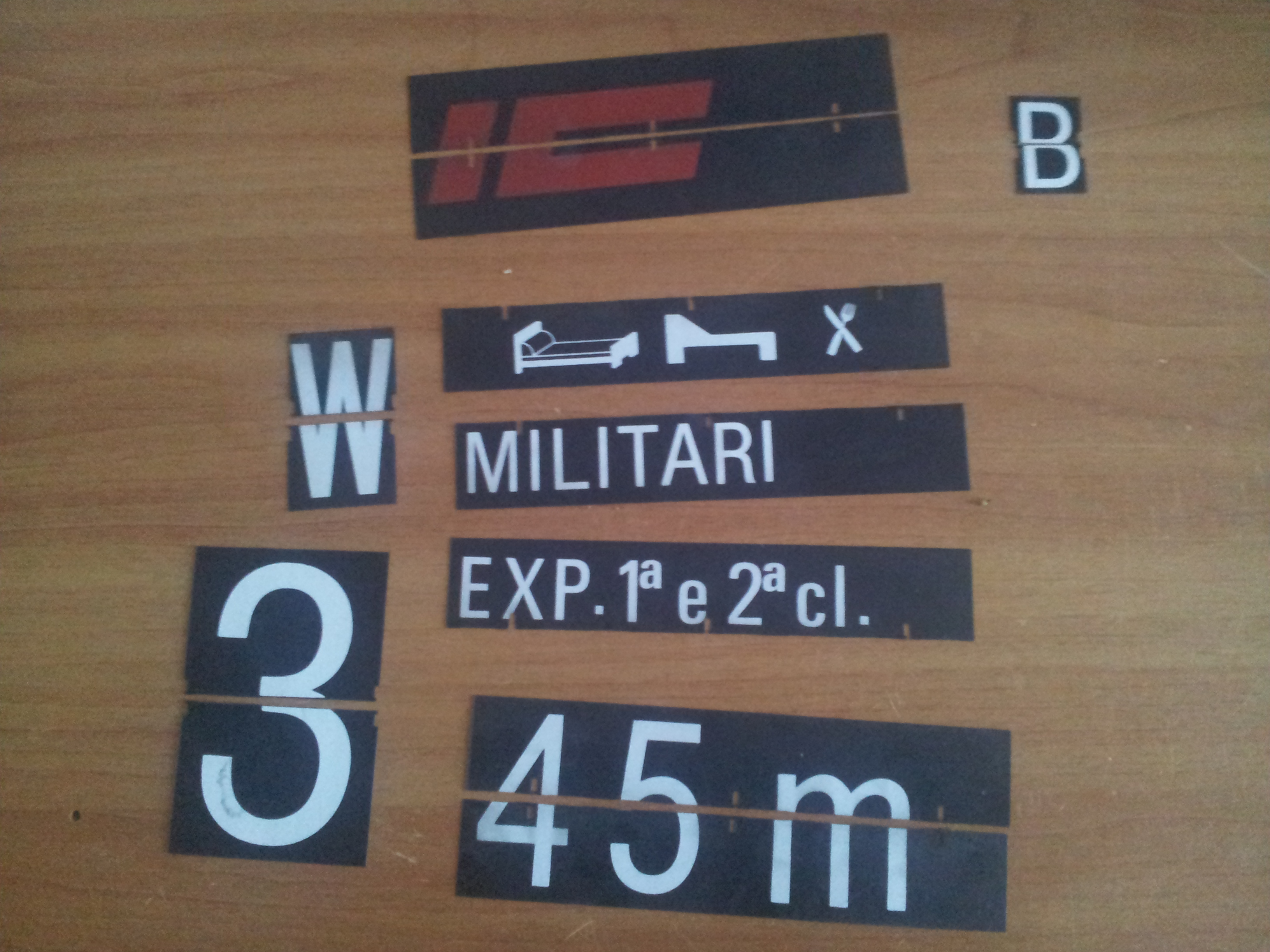
Palette per gruppo di informazione per teleindicatore a palette

Nelle versioni più vecchie, il sistema funzionava, analogamente ai circuiti telefonici, ad impulsi dove ogni impulso corrispondeva allo spostamento di una paletta, mentre in quelle più moderne, la gestione è fatta tutta attraverso un protocollo seriale.
Sono presenti vari moduli a seconda delle informazioni da mostrare, ma tutti di larghezza predefinita. Tutti i moduli sono disponibili da 35 mm, da 60 mm e da 100 mm, dimensione che corrisponde all'altezza delle singole lettere, a seconda della distanza di visibilità richiesta, che varia tra 1 e 18 metri per la versione da 35 mm, tra 3 e 30 metri per la versione da 60 mm e tra 5 e 65 metri per la versione da 100 mm.

### Gruppi di informazione (GdI)

#### GdI alfanumerico da 40 o 60 palette
È il GdI di tipo più comune e permette l'invio di virtualmente qualsiasi tipo di informazione per una lunghezza, relativamente ai teleindicatori ferroviari, di 12 GdI. Tanto per i Teleindicatori ferroviari quanto per quelli aeroportuali, questo tipo di GdI è generalmente utilizzato per informare sulle partenze o sugli arrivi unitamente a 2 righe composte da più di 100 caratteri ai piedi del tabellone che vengono generalmente lasciate libere per poter inserire informazioni di servizio (scioperi, informazioni, obblighi, istruzioni ecc.)
Per il GdI alfanumerico da 40 palette, attualmente installato e in via di sostituzione nelle stazioni ferroviarie italiane, sono presenti 39 palette serigrafate comprendenti i caratteri dalla A alla Z, i numeri dallo 0 al 9, il punto (.), il trattino (-) e l'apostrofo ('). La quarantesima paletta è priva di carattere e serve a non mostrare informazioni quando il sistema si trova a riposo.

#### GdI "grafico" da 40 o 60 palette
È un GdI su cui vengono serigrafati dei piccoli loghi colorati o in bianco e nero che generalmente servono per catturare l'occhio del pubblico relativamente ad un certo tipo di servizio. Nelle stazioni ferroviarie sono quindi utilizzati per mostrare il logo del servizio effettuato (Regionale, Diretto, Intercity, Eurostar etc...), la composizione del treno (tramite pittogrammi appositamente realizzati) mentre negli Aeroporti servono anche per portare il logo della compagnia aerea che svolge il servizio.
È uno dei motivi fondamentali, unitamente all'onerosa manutenzione, che ne hanno decretato l'abbandono a livello ferroviario in quanto, con la liberalizzazione e conseguente entrata nel mercato di altri vettori, risultava impossibile sostituire o aggiornare costantemente i rulli in funzione delle nuove aziende entranti o di quelle vecchie uscenti.
Degni di nota sono stati, sempre in campo ferroviario, i teleindicatori a palette realizzati per il passante ferroviario di Milano che, in luogo della categoria del treno, riportavano la denominazione del servizio Suburbano espletato (S1, S2, S3 etc).
In questo caso il numero di palette effettivamente utilizzate varia a seconda della tipologia di servizi disponibili. Le rimanenti palette sono tutte prive di indicazioni.

#### GdI ore da 40 palette
È un GdI su cui sono serigrafati i numeri da 0 a 23 per indicare le ore. Le rimanenti palette sono tutte prive di indicazioni.

#### GdI minuti da 40 palette
È un GdI (ne vengono montati due affiancati) esattamente identico ad un GdI alfanumerico, infatti, in caso di guasto, non è infrequente trovare moduli bloccati con lettere al posto dei numeri.

#### GdI personalizzato da 40 o 60 palette
È un GdI molto largo che viene personalizzato serigrafandoci sopra le informazioni sussidiarie o aggiuntive. In campo ferroviario è utilizzato per aggiungere informazioni a quelle già mostrate (es. Carrozze per Taranto) o specificare meglio l'Itinerario del treno (es. "via Udine"), mentre in campo aeroportuale è semplicemente un'aggiunta rispetto a quanto già scritto.

#### GdI ritardi da 40 o 60 palette
È un GdI su cui sono serigrafate le indicazioni relative ai ritardi. La personalizzazione di questo GdI dipende dal richiedente e dunque non vi è uno standard fisso. Per quanto riguarda le Ferrovie dello Stato i ritardi variano tra i 5 minuti e le 10 ore (5m, 10m, 15m, 20m, 25m, 30m, 35m, 40m, 45m, 50m, 55m, 1h, 1h10m, 1h20m, 1h30m, 1h40m, 1h50m, 2h, 2h10m, 2h20m, 2h30m, 2h40m, 2h50m, 3h, 3h30m, 4h, 4h30m, 5h, 5h30m, 6h, 6h30m, 7h, 7h30m, 8h, 8h30m, 9h, 9h30, 10h, INDEFINITO, vuota).
Un'installazione particolare è stata quella, sempre in campo ferroviario, del passante ferroviario di Milano ove i ritardi fino a 10 minuti erano segnalati "per Minuto" invece che a blocchi di 5 minuti.
La stazione di Roma Termini ha una particolarità rispetto a tutte le altre: lo spazio per i ritardi non era previsto e il suo posto era stato preso da un secondo spazio per gli orari, questa volta però con lettere gialle, in cui veniva indicato l'orario effettivo, semplificando quindi il compito al viaggiatore che non doveva più calcolare il nuovo orario addizionando il ritardo all'orario teorico, avendo già a disposizione l'orario effettivo di partenza o di arrivo già completi di ritardo. Le palette eventualmente non impegnate sono sempre sostituite con palette prive di indicazioni.

#### GdI binario/varco da 40 o 60 palette
È un GdI su cui sono serigrafate le informazioni relative al binario assegnato al treno o al varco assegnato al volo indicati a sinistra. Trattandosi di un campo strettamente connesso all'impianto in cui il teleindicatore è installato, è un GdI personalizzato in base all'ordine effettuato. Le palette quindi corrispondono al numero dei binari o dei gate dell'impianto e anche in caso siano formati da due cifre sono mostrati nella stessa paletta che ha una dimensione doppia (es 22, 1A ecc.). In alcune stazioni ferroviarie e aeroporti, spesso con numero di binari/varchi inferiore o uguale alla metà delle possibili palette installabili, viene inserito il numero degli stessi due volte, la prima volta in bianco e la seconda in giallo: in questo caso, se il binario/varco ha colore giallo, significa che è quello previsto ma non ancora confermato, mentre se è bianco, vuol dire che è confermato. Le palette eventualmente non impegnate sono sempre sostituite con palette prive di indicazioni.

### Supporti

#### Tabellone "Partenze"
Sia negli aeroporti sia nelle stazioni è il tabellone principale ove vengono indicate tutte le partenze dell'impianto in oggetto. Mentre generalmente ogni aeroporto fa capo a una diversa società e quindi si gestisce autonomamente, per quanto riguarda le stazioni ferroviarie possiamo trovare una generale uniformità data dall'unica società che gestisce le stazioni e i sistemi di informazione al pubblico. Il tabellone tipo prevede:
- destinazione
- categoria
- composizione
- informazioni sussidiarie
- orario
- ritardo
- binario

ripetuto per un numero variabile tra due e dieci volte. Al termine del tabellone sono presenti due righe da 60 GdI l'una, composte unicamente da GdI alfanumerici, per permettere l'inserimento di messaggi a campo variabile utili per informare su scioperi, obblighi dei viaggiatori, particolari situazioni della circolazione, promozioni in corso e virtualmente qualsiasi altro tipo di comunicazione che possa essere inserita rispettando il numero massimo di caratteri disponibili. Le indicazioni di composizione sono state presenti in un numero ridotto di impianti.
Questo è l'unico tabellone a essere presente in tutti gli impianti di vecchio tipo e l'unico assieme a quello degli arrivi ad essere stati sostituiti da tabelloni VFD nelle installazioni più recenti.
Generalmente, data l'altezza a cui sono posti e la distanza sia a cui devono essere letti, sia dall'osservatore, per questo tipo di tabelloni vengono utilizzati GdI da 100 mm o, in caso di installazioni particolarmente vicine all'osservatore, GdI da 60mm (Pavia, Ancona, Bari, etc).

#### Tabellone "Arrivi"
Sia negli aeroporti che nelle stazioni è il tabellone principale ove vengono indicati tutti gli arrivi dell'impianto in oggetto. Mentre generalmente ogni aeroporto fa capo ad una diversa società e quindi si gestisce autonomamente, per quanto riguarda le stazioni ferroviarie possiamo trovare una generale uniformità data dall'unica società che gestisce le stazioni e i sistemi di informazione al pubblico. Il tabellone tipo prevede:
- provenienza
- categoria
- composizione
- informazioni sussidiarie
- orario
- ritardo
- binario

ripetuto per un numero variabile tra 2 e 10 volte. Al termine del tabellone sono presenti due righe da 60 GdI l'una composte unicamente da GdI alfanumerici per permettere l'inserimento di messaggi a campo variabile utili per informare su scioperi, obblighi dei viaggiatori, particolari situazioni della circolazione, promozioni in corso e virtualmente qualsiasi altro tipo di comunicazione che possa essere inserita rispettando il numero massimo di caratteri disponibili. Le indicazioni di composizione sono state presenti in un numero ridotto di impianti.
Questo tabellone è sempre presente negli impianti di stazioni importanti mentre è quasi sempre assente in quelle secondarie o comunque con traffico minore e l'unico assieme a quello delle partenze ad essere stati sostituiti da tabelloni VFD nelle installazioni più recenti.
Generalmente, data l'altezza a cui sono posti e la distanza sia a cui devono essere letti, sia dall'osservatore, per questo tipo di tabelloni vengono utilizzati GdI da 100mm o, in caso di installazioni particolarmente vicine all'osservatore, GdI da 60mm (Pavia, Ancona, Bari, etc).

#### Teleindicatore di binario
Poco presenti negli aeroporti e onnipresenti nelle stazioni sono i tabelloni posti in numero di uno, due o tre su ogni binario della stazione utilizzato per servizio viaggiatori, ove vengono indicate tutte le informazioni riguardante il treno successivo. Differentemente dai tabelloni "Arrivi/Partenze", che vengono "spenti" (ovvero tutti i moduli di informazione mostrano la paletta senza informazioni e il sistema è a riposo) soltanto in caso di chiusura notturna della stazione, questo tipo di tabelloni sono sempre "spenti" e vengono attivati solamente nell'imminenza dell'arrivo/partenza del treno al binario interessato. Il tabellone tipo corrisponde esattamente a una singola riga del tabellone "Arrivi/Partenze" e contiene le medesime informazioni.
Le indicazioni di composizione sono state presenti in un numero ridotto di impianti, tra cui il passante ferroviario di Milano.
Questo è l'unico tabellone che sia in impianti di nuovo tipo, sia in quelli di vecchio tipo, resta del tipo a palette.
Generalmente, data l'altezza a cui sono posti e la distanza sia a cui devono essere letti, sia dall'osservatore, per questo tipo di tabelloni vengono utilizzati GdI da 60mm, ma non mancano casi come il passante ferroviario di Milano ove erano in uso GdI da 100 mm.
Questo tipo di tabellone poteva integrare, a seconda dell'importanza dell'impianto, un orologio analogico pilotato da remoto (attraverso un orologio pilota che aveva anche il compito di sincronizzare tutti gli orologi di stazione) o uno schermo CRT contenente le stesse o ulteriori informazioni relative agli orari.

#### Teleindicatore da sottopasso
Inesistenti negli aeroporti e onnipresenti nelle stazioni sono i tabelloni posti in numero di due (uno per lato) per ogni binario nel sottopasso che lo serve, ove vengono indicate tutte le informazioni riguardante il treno successivo. Differentemente dai tabelloni "Arrivi/Partenze", che vengono "spenti" (ovvero tutti i moduli di informazione mostrano la paletta senza informazioni e il sistema è a riposo) soltanto in caso di chiusura notturna della stazione, questo tipo di tabelloni sono sempre "spenti" e vengono attivati solamente nell'imminenza dell'arrivo/partenza del treno al binario interessato. Il tabellone tipo è esattamente identico come contenuto al teleindicatore di binario, con l'unica differenza che, mentre il primo è bifrontale (informazione ripetuta in entrambi i sensi), quest'ultimo è monofrontale e generalmente incassato a muro.
Le indicazioni di composizione sono state presenti in un numero ridotto di impianti.
A seconda dell'importanza della stazione, questo tipo di teleindicatore può essere presente o meno.
Generalmente, data l'altezza a cui sono posti e la distanza sia a cui devono essere letti, sia dall'osservatore, per questo tipo di tabelloni vengono utilizzati unicamente GdI da 35 mm in quanto dimensioni maggiori andrebbero a scapito della leggibilità.

#### Tabelloni sussidiari
Può capitare che in impianti con configurazione particolare (presenza di corridoi, sottopassi secondari, marciapiedi piuttosto lunghi raggiungibili indipendentemente dall'ingresso principale della stazione, gruppi di binari nello stesso impianto ma assegnati a servizi differenti ecc.) siano presenti dei tabelloni secondari con più o meno informazioni.
Inesistenti negli aeroporti e presenti solo in poche stazioni analogamente dai tabelloni "Arrivi/Partenze", non vengono mai "spenti" (ovvero tutti i moduli di informazione mostrano la paletta senza informazioni e il sistema è a riposo) se non in caso di chiusura notturna della stazione.
Non esiste una configurazione tipo in quanto la realizzazione non è standard ma dipende dalle esigenze dell'impianto.
A Genova ad esempio erano presenti due di questi tabelloni, il primo nel corridoio che portava direttamente alla sala d'attesa di Genova Piazza Principe, che riportava solamente le destinazioni e i binari, il secondo nell'omonima stazione sotterranea ove era inserito in configurazione "Partenze" ma a due sole righe e riportava solamente i treni in partenza dal passante ferroviario.
Anche la stazione di Udine aveva un tabellone sussidiario delle partenze posizionato sul primo binario in quanto il sottopasso era raggiungibile anche dall'esterno e quindi un potenziale viaggiatore avrebbe dovuto rientrare in stazione per poter consultare quelli interni.
Variando la posizione e la distanza, sia da cui devono essere letti, sia dall'osservatore, per questo tipo di tabelloni vengono utilizzati GdI da 35 mm, 60 mm o 100 mm a seconda del caso.

### Apparecchiatura di comando
L'apparecchiatura di comando è il cruscotto fisico da cui le informazioni, per mezzo di un addetto, vengono inviate agli enti periferici (tabelloni "Arrivi/Partenze", teleindicatori di binario ecc.). Sono esistiti due tipi di centrali di comando a seconda del periodo preso in esame.
Si noti che con i moderni tabelloni a matrici di LED o TFT, l'informazione sonora al pubblico è integrata all'interno del sistema che quindi prende in carico sia i teleindicatori sia gli annunci sonori di stazione con un pianificatore in tempo reale che permette di pre-caricare tutti gli annunci o di programmare alcuni annunci unitamente alla loro frequenza. Tale caratteristica non è presente né gestibile tramite l'apparecchiatura di comando dei teleindicatori a palette e andava quindi fatta a parte dalla stessa persona che gestiva anche gli stessi. Va detto che comunque all'epoca poche stazioni/aeroporti erano dotati di annunci vocali registrati e la sintesi vocale (attualmente per RFI la voce nel 90% delle stazioni si chiama Roberto ed è prodotto dalla Loquendo, un'azienda controllata dal gruppo Pirelli) non era ancora stata inventata e che quindi la gestione degli annunci era fatta a voce rendendo quindi impossibile la gestione automatica degli stessi.

#### Analogica (anni 50-80)
L'apparecchiatura di comando analogica, è la prima tipologia di cruscotto per la gestione dei teleindicatori a palette. Fisicamente è formata da 3 componenti:
- tastiera
- centrale di comando
- quadro di controllo

##### Tastiera
La tastiera è l'interfaccia uomo-macchina dell'intero apparato e consente l'impostazione di tutti i teleindicatori connessi all'impianto. È formata da varie spie di controllo anomalie, da un pulsante di trasmissione dati, da tre pulsanti di selezione per i tabelloni "Arrivi", "Partenze" e "Binari", da commutatori per selezionare la singola riga e da dei selettori manuali di impostazione relativi alle destinazioni e alle categorie.

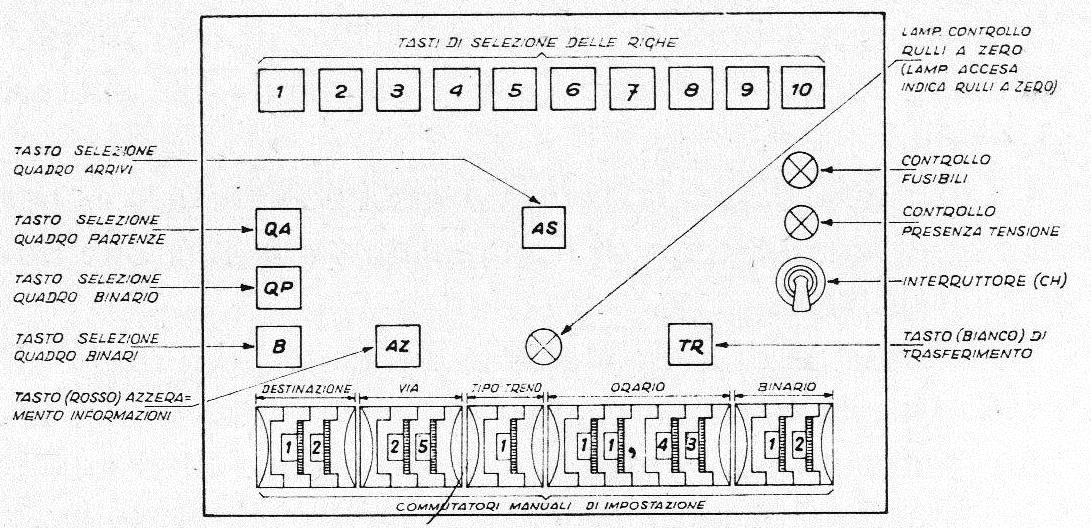
Tastiera per teleindicatori a palette

##### Centrale di comando
La centrale di comando vera e propria è composta da una serie di relè, commutatori e dall'importantissimo generatore di impulsi che si occupa mediante pulsazioni di trasferire le informazioni richieste ai teleindicatori.

##### Quadro di controllo
Il quadro di controllo riporta tutte le informazioni pubblicate nei tabelloni "Arrivi/Partenze" e nei teleindicatori di binario in modo da avere sempre sott'occhio tutte le informazioni visualizzate dagli utenti della stazione/aeroporto.

#### Digitale (anni 80-presente)
L'apparecchiatura di comando digitale, è la seconda tipologia di cruscotto per la gestione dei teleindicatori a palette. Fisicamente è formata da 2 componenti:
- elaboratore elettronico
- centrale di comando

##### Elaboratore elettronico
La vecchia tastiera è stata sostituita da un moderno elaboratore elettronico con software appositamente studiato. In questo caso tutta la configurazione relativa all'impianto viene inserita direttamente via software lasciando all'elaboratore il compito di produrre i dati da inviare alla centrale di comando.
In questo caso è anche possibile automatizzare il tutto impostando un orario da seguire e le relative informazioni da mostrare, ferma restando la possibilità di intervenire manualmente qualora la situazione lo richiedesse. Integrando il sistema con dei database di circolazione (aerea o ferroviaria) è inoltre possibile far aggiornare automaticamente gli eventuali ritardi, modificandoli a mano quando necessario. In questo caso però il sistema non interviene più e quindi un ulteriore incremento o diminuzione del ritardo andranno modificati nuovamente a mano pena il decadimento dell'informazione stessa.
La funzione che prima era svolta dal quadro di controllo viene integrata all'interno del software dell'elaboratore che si occupa anche di verificare che l'informazione mostrata sia esattamente quella desiderata e in caso contrario informa l'operatore che provvederà, se necessario, a informare l'assistenza.

##### Centrale di comando
La centrale di comando di seconda generazione non è altro che una scheda elettronica a cui fanno capo tutti i teleindicatori che provvede tramite protocollo seriale RS485 a trasferire tutti i dati e le istruzioni impartite dall'elaborare ai teleindicatori interessati.

## Vantaggi
- alta visibilità e angolo di visuale ampio nella maggior parte delle condizioni di luce;
- consumo minimo o nullo di corrente elettrica quando il teleindicatore non è in movimento;
- suono metallico provocato dalla rotazione delle palette, che richiama l'attenzione quando l'informazione si aggiorna (i nuovi tabelloni a LED nella South Station della metropolitana di Boston, proprio per mantenere questa caratteristica sono stati specificatamente progettati per emettere elettronicamente il caratteristico rumore meccanico dei precedenti tabelloni a palette, mantenendo quindi alto il livello di attenzione verso i passeggeri[1]).

## Svantaggi
- alti costi di manutenzione
- rischi di inceppamento (rischio comune a tutti i sistemi elettromeccanici)
- in caso di black-out non è possibile cancellare l'informazione come avverrebbe con un tabellone elettronico. Questo può portare a risultati peggiori che una non-informazione.

## Galleria d'immagini

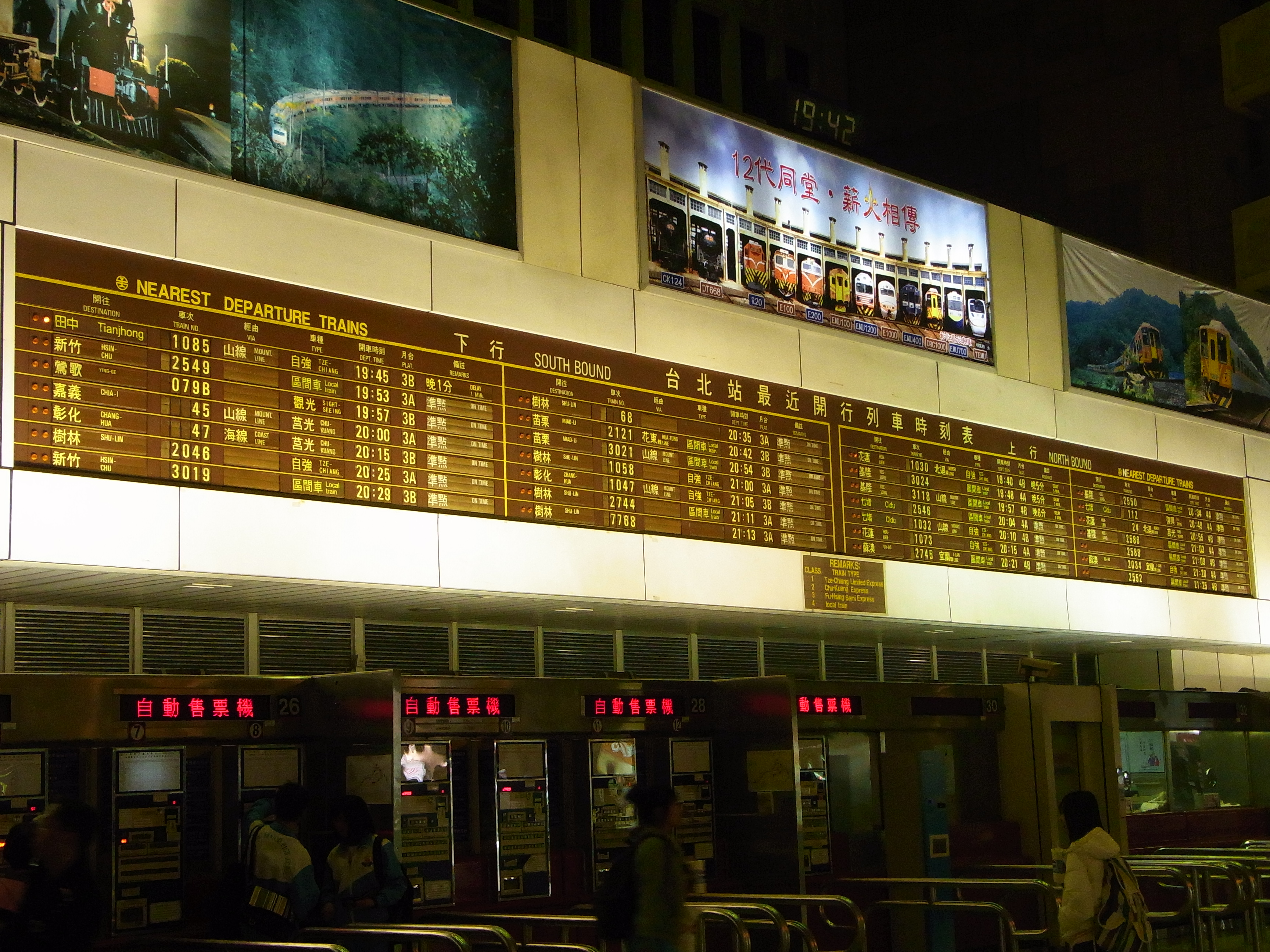
Stazione di Taipei, Taiwan
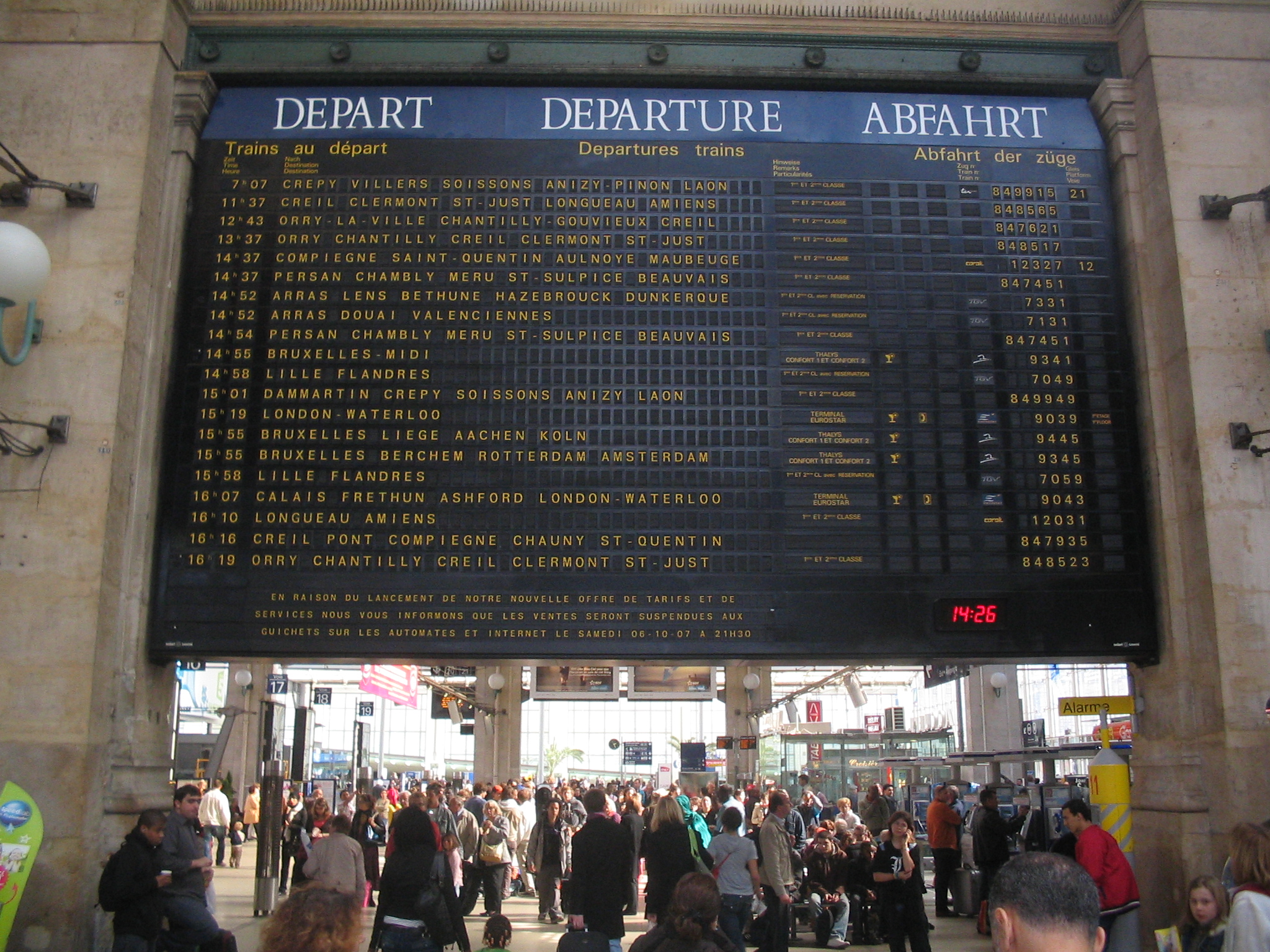
Stazione di Parigi Nord, Parigi
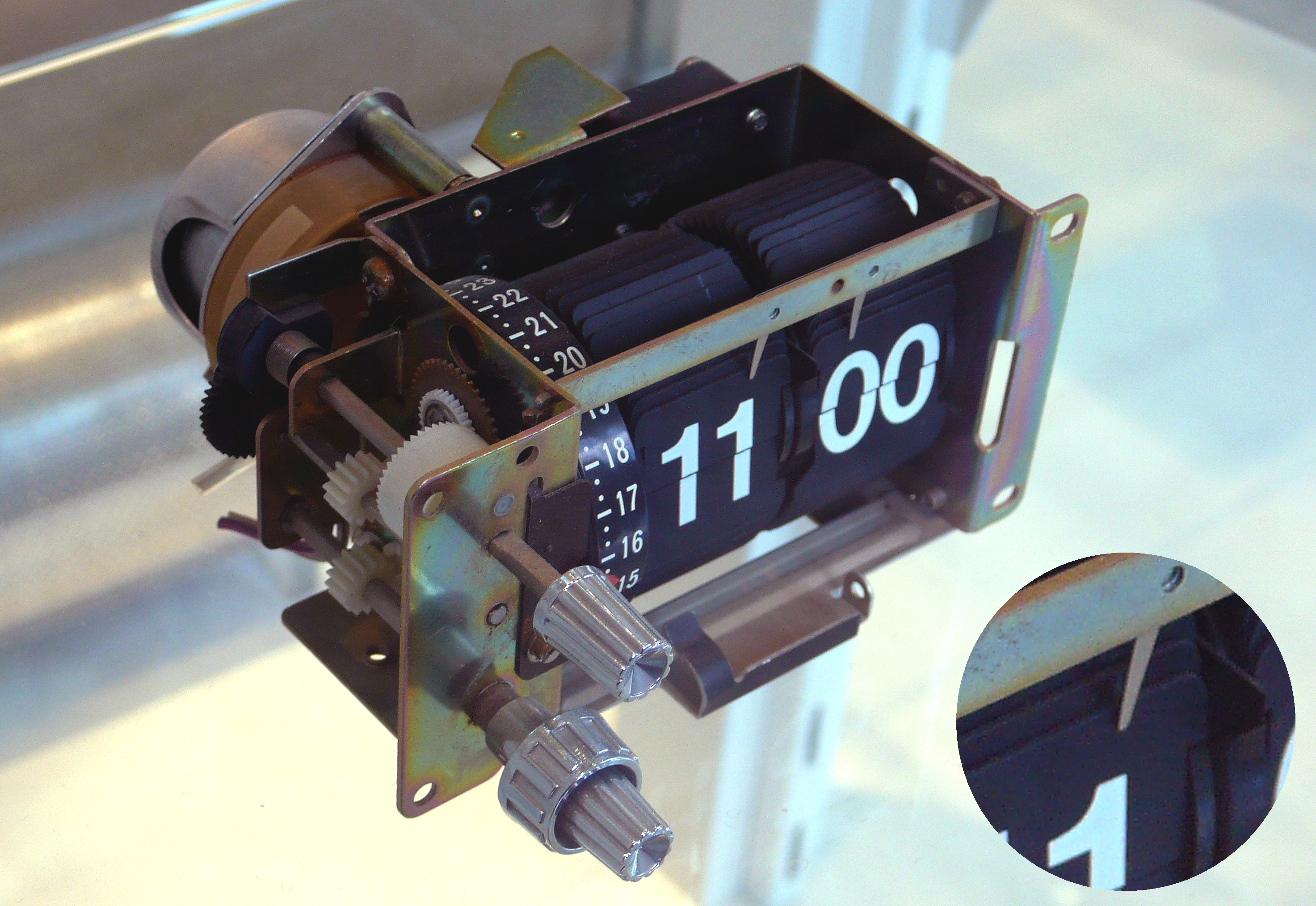
Orologio a palette
- "Signaltron" della Pragotron, Praha-Smíchov, Repubblica Ceca
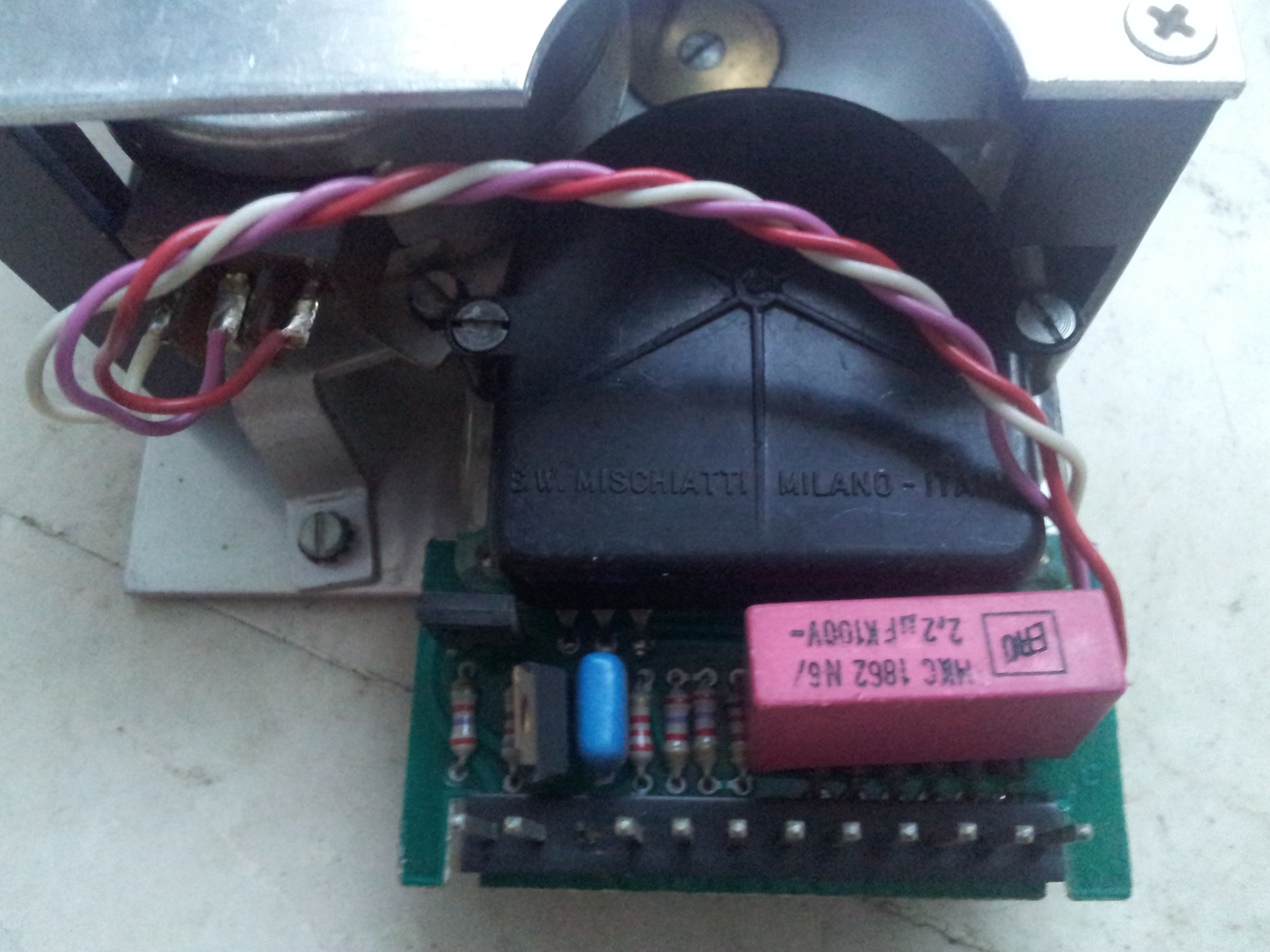
Particolare elettronico frontale di gruppo di informazione per teleindicatore a palette da 60 mm
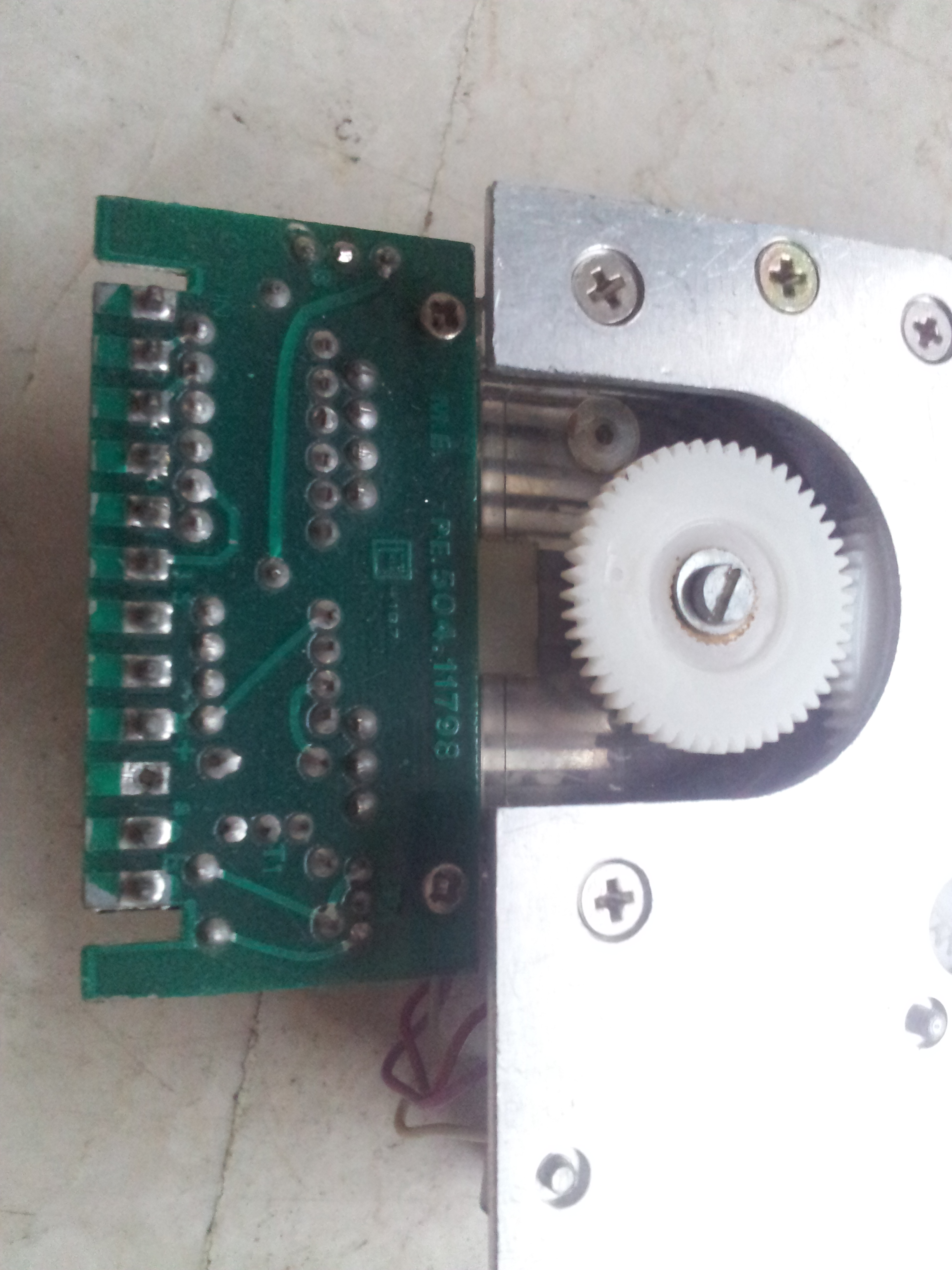
Particolare elettronico posteriore di gruppo di informazione per teleindicatore a palette da 60 mm